# .ro
.ro — национальный домен верхнего уровня для Румынии. Администратором домена является National Institute for R&D in Informatics. По состоянию на декабрь 2007 года в зоне .ro было зарегистрировано 250 000 доменов. По состоянию на июнь 2009 года в зоне .ro насчитывалось уже 430 000 доменов.

## Домены второго уровня
- .arts.ro
- .com.ro
- .firm.ro
- .info.ro
- .nom.ro
- .nt.ro
- .org.ro
- .rec.ro
- .store.ro
- .tm.ro
- .www.ro